# Йонуц Доброю
Йонуц Александру Доброю (рум. Ionuț Alexandru Dobroiu; нар. 24 лютого 1989, Бухарест, Румунія) — румунський футболіст, нападник.

## Клубна кар'єра
Народився 24 лютого 1988 року в Бухаресті. У віці 7-річному віці розпочав займатися легкою атлетикою, де виграв головні юніорські національні змагання Румунії. Розпочав грати у футбол під керівництвом Крістіано Бергоді у «Рапіді» (Бухарест), дебютував за клуб у Дивізії А 12 серпня 2007 року у переможному (2:1) виїзному матчі проти «Університеті» (Клуж-Напока). Своїм єдиним голом у Дивізії А відзначився у переможному (2:0) поєдинку проти «Універсітаті Крайова». Відомий своєю швидкістю, за 5,2 секунди пробігав 50 метрів, але також відзначався й браком дисципліни.

## Ув'язнення
Іонуца Доброю засудили 2018 року до трьох років та 11 місяців позбавлення волі за безперервний незаконний обіг наркотиків високого ризику, створення організованого злочинного угруповання, зберігання та вживання наркотиків високого ризику. Відбував термін у виправній колонії Рахова, перебуваючи в одній камері з колишнім футболістом Разваном Педурецу та колишнім власником «Політехнікаи Тімішоара» Маріаном Янку. Звільнений після двох років і чотирьох місяців, проведених у в'язниці. 